# Montreuil-le-Gast
Montreuil-le-Gast (bret. Mousterel-ar-Gwast) – miejscowość i gmina we Francji, w regionie Bretania, w departamencie Ille-et-Vilaine.
Według danych na rok 1990 gminę zamieszkiwało 1580 osób, a gęstość zaludnienia wynosiła 173 osoby/km² (wśród 1269 gmin Bretanii Montreuil-le-Gast plasuje się na 401. miejscu pod względem liczby ludności, natomiast pod względem powierzchni na miejscu 871.).